# Hemigrammus

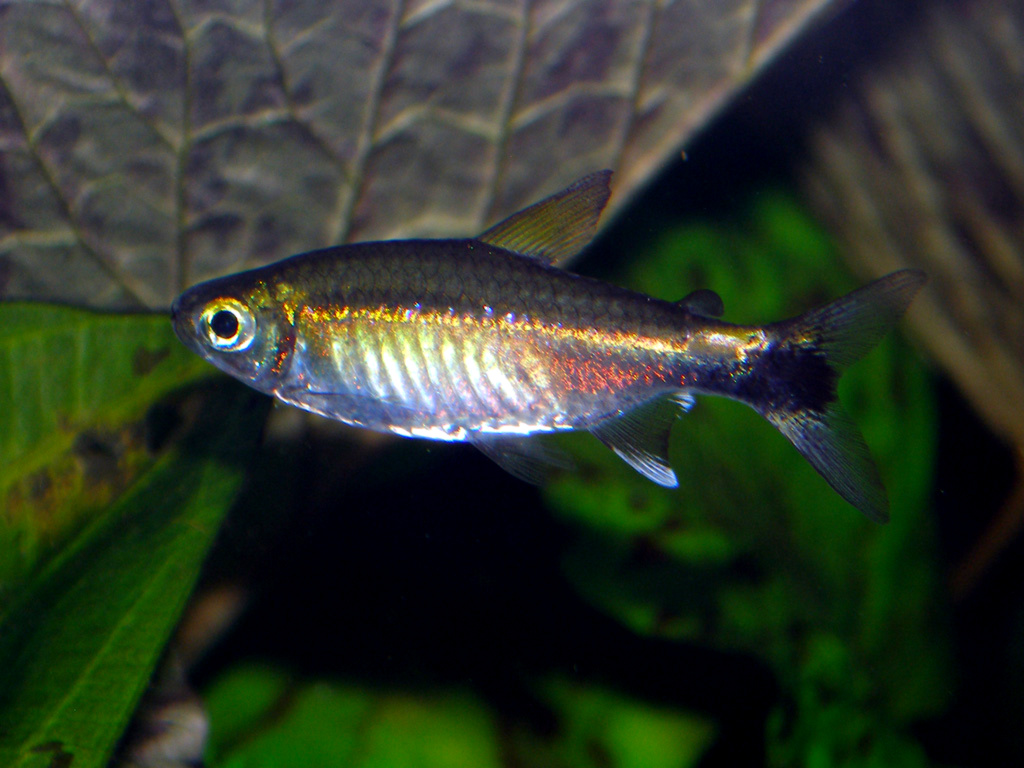
Hemigrammus hyanuary

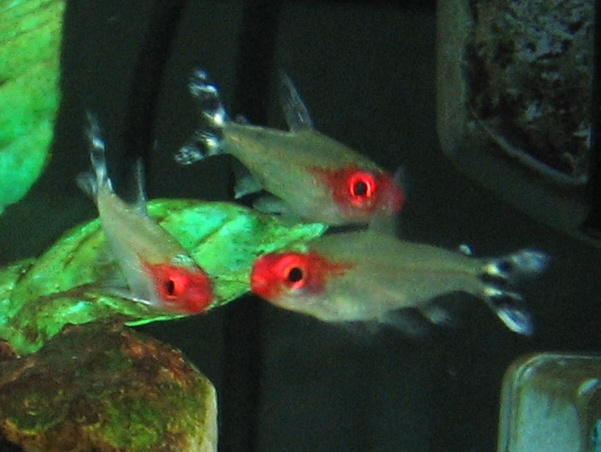
Hemigrammus bleheri

Hemigrammus és un gènere de peixos de la família dels caràcids i de l'ordre dels caraciformes.

## Morfologia
- Són de mida petita: entre 3-9 cm de llargària total.[2]

## Alimentació
Les espècies d'aquest gènere són principalment omnívores, tot i que n'hi ha d'herbívores.

## Hàbitat
Viuen a petits rierols i rieres.

## Distribució geogràfica
Es troben a les conques dels rius Amazones i Orinoco.

## Costums
Són peixos veloços que neden en moles, la qual cosa els representa diversos beneficis: confon els depredadors, afavoreix l'adquisició d'aliment i augmenten les possibilitats de supervivència dels ous, ja que poden reproduir-se de forma simultània.

## Vida en captivitat
Per tractar-se d'espècies petites, molt acolorides, sociables i principalment omnívores, són molt populars en aquariofília.

## Taxonomia
- Hemigrammus aereus (Géry, 1959)[5]
- Hemigrammus analis (Durbin, 1909)[6]
- Hemigrammus barrigonae (Eigenmann & Henn, 1914)[7]
- Hemigrammus bellottii (Steindachner, 1882)[8]
- Hemigrammus bleheri (Géry & Mahnert, 1986)[9]
- Hemigrammus boesemani (Géry, 1959)[10]
- Hemigrammus brevis (Ellis, 1911)[11]
- Hemigrammus coeruleus (Durbin, 1908)[12]
- Hemigrammus cupreus (Durbin, 1918)[13]
- Hemigrammus cylindricus (Durbin, 1909)[14]
- Hemigrammus elegans (Steindachner, 1882)[8]
- Hemigrammus erythrozonus (Durbin, 1909)[15]
- Hemigrammus falsus (Meinken, 1958)[16]
- Hemigrammus geisleri (Zarske & Géry, 2007)[17]
- Hemigrammus gracilis (Lütken, 1875)[18]
- Hemigrammus guyanensis (Géry, 1959)[19]
- Hemigrammus haraldi (Géry, 1961)[20]
- Hemigrammus hyanuary (Durbin, 1918)[21]
- Hemigrammus iota (Durbin, 1909)[15]
- Hemigrammus levis (Durbin, 1908)[12]
- Hemigrammus luelingi (Géry, 1964)[22]
- Hemigrammus lunatus (Durbin, 1918)[23]
- Hemigrammus mahnerti (Uj & Géry, 1989)[24]
- Hemigrammus marginatus (Ellis, 1911)[25]
- Hemigrammus matei (Eigenmann, 1918)[26]
- Hemigrammus maxillaris (Fowler, 1932)[27]
- Hemigrammus megaceps (Fowler, 1945)[28]
- Hemigrammus melanochrous (Fowler, 1913)[29]
- Hemigrammus micropterus (Meek, 1907)[30]
- Hemigrammus microstomus (Durbin, 1918)[21]
- Hemigrammus mimus (Böhlke, 1955)[31]
- Hemigrammus neptunus (Zarske & Géry, 2002)[32]
- Hemigrammus newboldi (Fernández-Yépez, 1949)[33]
- Hemigrammus ocellifer (Steindachner, 1882)[8][34]
- Hemigrammus ora (Zarske, Le Bail & Géry, 2006)[35]
- Hemigrammus orthus (Durbin, 1909)[36]
- Hemigrammus parana (Marinho, Carvalho, Langeani & Tatsumi, 2008)[37]
- Hemigrammus pretoensis (Géry, 1965)[38]
- Hemigrammus pulcher (Ladiges, 1938)[39]
- Hemigrammus rhodostomus (Ahl, 1924)[40]
- Hemigrammus rodwayi (Durbin, 1909)[14]
- Hemigrammus schmardae (Steindachner, 1882)[8]
- Hemigrammus silimoni (Britski & Lima, 2008)[41]
- Hemigrammus skolioplatus (Bertaco & Carvalho, 2005)[42]
- Hemigrammus stictus (Durbin, 1909)[14]
- Hemigrammus taphorni (Benine & Lopes, 2007)[43]
- Hemigrammus tridens (Eigenmann, 1907)[30]
- Hemigrammus ulreyi (Boulenger, 1895)[44]
- Hemigrammus unilineatus (Gill, 1858)[45]
- Hemigrammus vorderwinkleri (Géry, 1963)[46][47][48][49][50][51][52][53]